# Wioska (powiat górowski)
Wioska (niem. Weschkau) – wieś w Polsce położona w województwie dolnośląskim, w powiecie górowskim, w gminie Niechlów.

## Podział administracyjny
W latach 1975–1998 miejscowość należała administracyjnie do województwa leszczyńskiego.